# Brigitte Hauser
Brigitte „Gitti“ Hauser (* 7. Juni 1955 in Zell am Ziller) ist eine ehemalige österreichische Skirennläuferin. Die Slalom- und Riesenslalomspezialistin gewann in ihrer kurzen Karriere drei Europacuprennen und wurde 1973 Juniorenvizeeuropameisterin im Riesenslalom. Im Weltcup fuhr sie einmal unter die besten zehn. Ihre Geschwister Thomas und Gabi waren, ebenso wie ihre Tochter, ebenfalls Skirennläufer.

## Karriere
Hauser kam im Alter von sechs Jahren zum Wintersportverein ihres Heimatortes. Sie wurde nach guten Leistungen bei Schülerrennen bald in den Tiroler Landeskader aufgenommen und war 1970 bereits Mitglied des ÖSV-Nationalteams. Ihren ersten Start im Weltcup hatte sie in der Saison 1971/72. Die größten Erfolge feierte die Tirolerin im Winter 1972/73. Sie gewann zwei Europacup-Slaloms in Vysoké Tatry und wurde in Ruhpolding Juniorenvizeeuropameisterin im Riesenslalom. Zu Saisonende kam sie zum ersten und einzigen Mal in die Weltcuppunkteränge, also unter die besten zehn: Am 22. März 1973 belegte sie im Slalom von Heavenly Valley den neunten Platz.
Im nächsten Winter erreichte Hauser zwar keine Weltcuppunkte, konnte aber trotzdem bei den Weltmeisterschaften 1974 im Slalom teilnehmen, nachdem sie eigentlich nur als Ersatzläuferin vorgesehen war. In St. Moritz schied sie jedoch bereits im ersten Slalomdurchgang aus. Nach dieser für sie enttäuschenden Saison gab sie im Sommer 1974 ihren Rücktritt vom Skirennsport bekannt.
Hauser heiratete und wurde Mutter von zwei Kindern. Ihre 1978 geborene Tochter Daniela Huber war ebenfalls Skirennläuferin. Sie wurde 1995 in ihrer Altersklasse Österreichische Juniorenmeisterin im Riesenslalom und gewann im selben Jahr ihr einziges FIS-Rennen. Ihr bestes Resultat im Europacup war der 15. Platz im Super-G von Haus im Ennstal 1996.

## Sportliche Erfolge

### Weltcup
- Eine Platzierung unter den besten zehn

### Europacup
- Saison 1972/73: 2. Slalomwertung
- Zwei Siege (zwei Slaloms in Vysoké Tatry 1973) und weitere drei Podestplätze

### Junioreneuropameisterschaften
- Ruhpolding 1973: 2. Riesenslalom